# La Ferté (cheval)
Pour les articles homonymes, voir La Ferté (homonymie).
La Ferté (enregistré sous les numéros 452 et 5144) est un étalon gris de race Percheron, connu pour avoir été un important reproducteur à l'élevage Oaklawn Farm de Mark Wentworth Dunham. Né dans le Perche en France en 1881, il est exporté vers les États-Unis en 1886, où il rencontre le succès sur les terrains de présentation (shows), notamment avec un titre suprême, tous chevaux de trait confondus, à Chicago en 1888. La Ferté est aussi un étalon reproducteur populaire.

## Dénomination
Les Percherons portent différents numéros derrière leur nom, en fonction de leur Stud-Book (registre généalogique) d'inscription. Dans le Stud-Book français, le premier numéro fourni (ici, 452) est celui de leur inscription au Stud-Book français ; le second, toujours indiqué entre parenthèses dans ces registres, est le numéro d'ordre du Stud-Book Percheron Américain, publié à Chicago par James Harvey Sanders.
Ce cheval est nommé La Ferté 452 dans les registres en français. Dans le Stud-Book de la Percheron Horse Association of America aux États-Unis, il est identifié sous le nom de La Ferté 5144 (452).

## Histoire

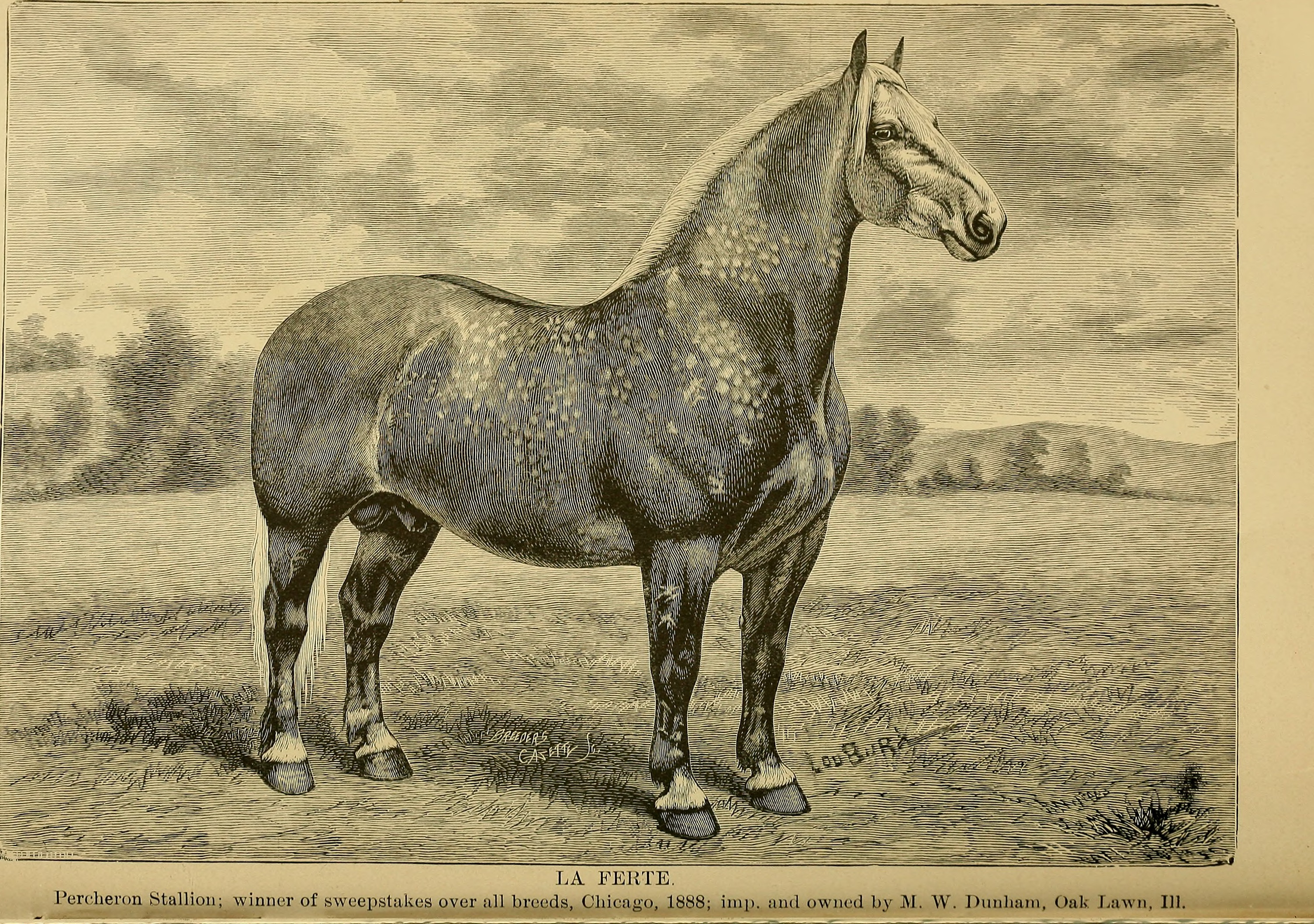
La Ferté d'après une gravure de Lou Burk, parue dans l'ouvrage American horses and horse breeding de 1895.

D'après le premier volume du sud-book percheron, La Ferté naît en 1881 dans le département d'Eure-et-Loir, en France ; selon les sources américaines, il est élevé par M. Guillemin à Saint-Germain-de-la-Coudre, dans le département de l'Orne,. En 1883, il appartient à l'éleveur Ernest Perriot. 
Il est importé en 1886 par le célèbre propriétaire et éleveur de chevaux Mark Wentworth Dunham, vers son élevage Oaklawn Farm, situé dans la ville de Wayne dans l'Illinois. 
Il remporte le grand prix des chevaux de trait, toutes races confondues, lors de la foire aux chevaux de Chicago (Chicago Horse Fair) de 1888,. En 1892, à l'âge de dix ans, il est connu pour être devenu un étalon reproducteur à succès.

## Description

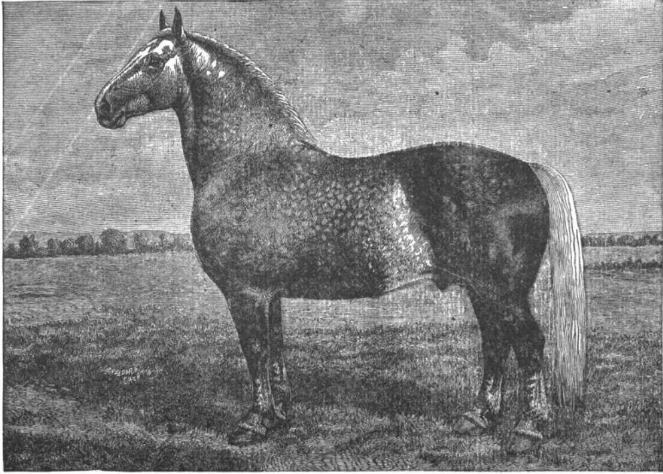
La Ferté, d'après une gravure publiée en 1891.

La Ferté est un cheval de race Percheron. À l'âge de dix ans, il mesure 16 mains et demi (environ 1,67 m) et pèse 2 040 livres (environ 925 kg),.
Il est enregistré comme un cheval de robe gris-noir dans le premier volume du Stud-book percheron. À l'âge de dix ans, sa robe est grise pommelée.

## Origines
Le Stud-book français (1883) indique qu'il est un fils de l'étalon Philibert 760 et de la jument Julie, par Brillant 756.

## Descendance et hommages
La Ferté est un arrière-grand-père du très célèbre étalon Laet.
Il est portraituré par l'artiste Frank Whitney dans la Farmer's review du 24 février 1892.